# Демократа (Сеті-Лагоас)
«Демократа» (порт. Democrata) — бразильський футбольний клуб із міста Сеті-Лагоас, штат Мінас-Жерайс. Заснований 14 червня 1914 року.